# The Voice (Magyarország, második évad)
A The Voice című zenés tehetségkutató show-műsor második évada 2023. szeptember 2-án vette kezdetét ezúttal az RTL-en.
Az első széria befejezése után sokáig úgy tűnt, hogy 2014-ben lesz második évad is, mivel már az előválogatók is megkezdődtek. Végül a TV2 mégsem indította el a produkció második évadját, helyette inkább a Rising Star című énekes tehetségkutatót tűzték képernyőre.
2023. február 3-án a Fókuszban jelentette be az RTL programigazgatója, Kolosi Péter, hogy 2023 őszén képernyőre kerül a műsor második évada, ezzel együtt a jelentkezők toborzása is elkezdődött.
A The Voice második évadának főnyereménye 36 millió forint.
A műsort 2023. június 16-án kezdték forgatni.
Az évad győztese Szakács Erika lett.

## A coachok és a műsorvezető
A coachokat 2023. május 3-án jelentették be. A második évadban Curtis, Manuel, Miklósa Erika és Trokán Nóra voltak a coachok, míg a műsorvezető Istenes Bence volt.
| Élőadás | Online műsorvezető |
| ------- | ------------------ |
| 1.      | Mihályfi Luca      |
| 2.      | Schumacher Vanda   |
| 3.      | Mehringer Marci    |
| 4.      | B. Nagy Réka       |

## Műsorok felvételről

### Válogatók
A válogatókat egy országos és határon túli meghallgatás-sorozat előzte meg. Az X-Faktorhoz hasonlóan itt is 14 év volt a jelentkezés alsó korhatára. A második évad válogatóit 2023. június 16-tól 27-ig forgatták. A válogatókon a coachok háttal ültek a színpadnak, így csak a versenyzők hangját hallották. A továbbjutáshoz elegendő volt, ha egy coach fordult meg a székével, ilyenkor a versenyző automatikusan az ő csapatába került. Ha több coach is megfordult, akkor a versenyző dönthette el, hogy kivel szeretne együtt dolgozni. A második évad újítása az ún. blokkolás volt, mely azt takarta, hogy minden coach előtt a nagy piros gomb alatt három kisebb gomb volt, melyek egyikének megnyomásával egy alkalommal megakadályozhatták, hogy az adott társuk csapatába kerüljön a versenyző.
Jelmagyarázat
   – A coach megnyomta az „I want you” gombot.

     – Az énekes nem jutott tovább, mivel egyik coach sem nyomta meg a gombot.

     – Az énekes választási lehetőség nélkül a coach csapatába került.

     – Az énekes a megfordultak közül ezt a coachot választotta.

     – A coach megfordult, de egy másik coach leblokkolta őt.

     – A coachnak megtelt a csapata.

#### Első válogató (szeptember 2.)
Közös produkció: a magyar Voice második évadának coachai – „Nyitány”
| Sorrend | Versenyző      | Előadott dal                                  | A coachok és a versenyző választása | A coachok és a versenyző választása | A coachok és a versenyző választása | A coachok és a versenyző választása |
| Sorrend | Versenyző      | Előadott dal                                  | Miklósa Erika                       | Manuel                              | Trokán Nóra                         | Curtis                              |
| ------- | -------------- | --------------------------------------------- | ----------------------------------- | ----------------------------------- | ----------------------------------- | ----------------------------------- |
| 1.      | Dani János     | Szállj fel magasra (Piramis)                  |                                     |                                     |                                     |                                     |
| 2.      | Kalocsai Lilla | Old Town Road (Lil Nas X ft. Billy Ray Cyrus) |                                     | —                                   |                                     | —                                   |
| 3.      | Márkus Liza    | Something's Got a Hold On Me (Etta James)     | —                                   | —                                   | —                                   | —                                   |
| 4.      | Homoki Gábor   | Toxic (Manuel x Azahriah)                     |                                     |                                     |                                     |                                     |
| 5.      | Deák Rebeka    | Nem kell (saját dal)                          |                                     |                                     |                                     |                                     |
| 6.      | Beck András    | I Who Have Nothing (Tom Jones)                |                                     | —                                   |                                     | —                                   |
| 7.      | Kovács Harmat  | No Time To Die (Billie Eilish)                |                                     |                                     |                                     |                                     |
| 8.      | Jaber Gábor    | Moshpit (saját dal)                           |                                     |                                     |                                     |                                     |
| 9.      | Gálos Luca     | Veled Minden (Margaret Island)                | —                                   | —                                   | —                                   | —                                   |
| 10.     | Szabó Bence    | Reptér (Korda György)                         |                                     |                                     |                                     |                                     |

#### Második válogató (szeptember 9.)
| Sorrend | Versenyző      | Előadott dal                                     | A coachok és a versenyző választása | A coachok és a versenyző választása | A coachok és a versenyző választása | A coachok és a versenyző választása |
| Sorrend | Versenyző      | Előadott dal                                     | Miklósa Erika                       | Manuel                              | Trokán Nóra                         | Curtis                              |
| ------- | -------------- | ------------------------------------------------ | ----------------------------------- | ----------------------------------- | ----------------------------------- | ----------------------------------- |
| 1.      | Kovács Aliz    | Language (Tori Kelly)                            |                                     |                                     |                                     |                                     |
| 2.      | Bakti Ádám     | Magamról (saját dal)                             |                                     |                                     |                                     |                                     |
| 3.      | Mata Krisztián | Rabszolgalány (L.L. Junior)                      | —                                   | —                                   |                                     |                                     |
| 4.      | Cinzia Conso   | A Natural Woman (Aretha Franklin)                |                                     |                                     |                                     |                                     |
| 5.      | Fóris Szonja   | Nobody's Perfect (Jessie J)                      | —                                   |                                     |                                     |                                     |
| 6.      | Farkas Norbert | Még mindig (ByeAlex és a Slepp)                  | —                                   | —                                   | —                                   | —                                   |
| 7.      | Haga Jázmin    | Shoop (Salt-N-Pepa)                              |                                     |                                     |                                     |                                     |
| 8.      | Toldi Sándor   | A Song For You (Donny Hathaway)                  |                                     |                                     |                                     |                                     |
| 9.      | Doan Viktória  | Love On The Brain (Rihanna)                      | —                                   | —                                   |                                     | —                                   |
| 10.     | Lénárt Zoltán  | Lehetne újra február (Curtis)                    | —                                   | —                                   | —                                   | —                                   |
| 11.     | Eszes Nina     | Summertime (Ella Fitzgerald ft. Louis Armstrong) |                                     |                                     |                                     |                                     |

#### Harmadik válogató (szeptember 16.)
| Sorrend | Versenyző                   | Előadott dal                                   | A coachok és a versenyző választása | A coachok és a versenyző választása | A coachok és a versenyző választása | A coachok és a versenyző választása |
| Sorrend | Versenyző                   | Előadott dal                                   | Miklósa Erika                       | Manuel                              | Trokán Nóra                         | Curtis                              |
| ------- | --------------------------- | ---------------------------------------------- | ----------------------------------- | ----------------------------------- | ----------------------------------- | ----------------------------------- |
| 1.      | Teran Villarel Máté Antónió | La Mordidita (Ricky Martin)                    |                                     | —                                   | —                                   |                                     |
| 2.      | Lakner Roberta              | Nem alszom ma nálad (saját dal)                | —                                   |                                     | —                                   |                                     |
| 3.      | Loghin Anett                | Réten, réten, sej a györgyfalvi réten (Népdal) | —                                   | —                                   | —                                   | —                                   |
| 4.      | Deffent Györgyi             | Highway to Hell (AC/DC)                        |                                     |                                     |                                     |                                     |
| 5.      | Lakatos Anita               | Halo (Beyoncé)                                 |                                     | —                                   | —                                   | —                                   |
| 6.      | Sándor Aurél                | 7 Years (Lukas Graham)                         | —                                   |                                     | —                                   | —                                   |
| 7.      | Szekér Gergő                | Szabadság vándorai (Demjén Ferenc)             |                                     | —                                   |                                     |                                     |
| 8.      | Balogh Benjámin             | Bukott diák (Zámbó Jimmy)                      | —                                   |                                     |                                     | —                                   |
| 9.      | Sztojvecs Noémi             | Azt gondoltam, eső esik (népdal)               | —                                   |                                     | —                                   |                                     |
| 10.     | Sárközi Roland              | Könnyű álmot hozzon az éj (Charlie)            | —                                   | —                                   | —                                   | —                                   |
| 11.     | Szakács Erika               | Creep (Radiohead)                              |                                     |                                     |                                     |                                     |

#### Negyedik válogató (szeptember 23.)
| Sorrend | Versenyző             | Előadott dal                            | A coachok és a versenyző választása | A coachok és a versenyző választása | A coachok és a versenyző választása | A coachok és a versenyző választása |
| Sorrend | Versenyző             | Előadott dal                            | Miklósa Erika                       | Manuel                              | Trokán Nóra                         | Curtis                              |
| ------- | --------------------- | --------------------------------------- | ----------------------------------- | ----------------------------------- | ----------------------------------- | ----------------------------------- |
| 1.      | Galambos Péter        | I Won't Let You Go (James Morrison)     | —                                   | —                                   |                                     | —                                   |
| 2.      | Duró Nilla            | Oops!...I Did It Again (Britney Spears) |                                     | —                                   | —                                   |                                     |
| 3.      | Kassai Ádám           | Prey (Parkway Drive)                    | —                                   | —                                   | —                                   | —                                   |
| 4.      | Bagi Zoltán           | New York, New York (Frank Sinatra)      |                                     | —                                   | —                                   | —                                   |
| 5.      | Jolis Carmen          | Hulló falevelek (Budapest Bár)          |                                     |                                     |                                     |                                     |
| 6.      | Nagy Nóra             | Bodak Yellow (Cardi B)                  | —                                   | —                                   | —                                   |                                     |
| 7.      | Ruzsik Katalin        | Blame It On the Boogie (The Jacksons)   | —                                   | —                                   | —                                   | —                                   |
| 8.      | Fehér Richárd         | Rise Like a Phoenix (Conchita Wurst)    | —                                   | —                                   | —                                   |                                     |
| 9.      | Salva Megan Priscilla | Dangerous Woman (Ariana Grande)         |                                     |                                     |                                     |                                     |
| 10.     | Csukovics Kevin       | Bye Bye (saját dal)                     | —                                   | —                                   | —                                   | —                                   |
| 11.     | Rónaszéki Sebestyén   | A távollét (Szécsi Pál)                 | —                                   | —                                   |                                     |                                     |
| 12.     | Magyar Elektra        | Legyen valami (Hooligans)               | —                                   | —                                   | —                                   | —                                   |
| 13.     | Szabó Roland          | Csavargó (KKevin ft. L.L.Junior)        | —                                   | —                                   | —                                   |                                     |
| 14.     | Palócz Gergő          | Three Little Birds (Bob Marley)         |                                     |                                     |                                     |                                     |

#### Ötödik válogató (szeptember 30.)
- Extra produkció: Istenes Bence: Éget a nap (VALMAR x Manuel)

| Sorrend | Versenyző                 | Előadott dal                              | A coachok és a versenyző választása | A coachok és a versenyző választása | A coachok és a versenyző választása | A coachok és a versenyző választása |
| Sorrend | Versenyző                 | Előadott dal                              | Miklósa Erika                       | Manuel                              | Trokán Nóra                         | Curtis                              |
| ------- | ------------------------- | ----------------------------------------- | ----------------------------------- | ----------------------------------- | ----------------------------------- | ----------------------------------- |
| 1.      | Szappanos Kata            | Wicked Game (Chris Isaak)                 |                                     |                                     |                                     |                                     |
| 2.      | Nagy Gréta                | Don't Know Why (Norah Jones)              | —                                   |                                     | —                                   | —                                   |
| 3.      | Váradi Olasz              | Mondd miért szeretsz Te mást (Máté Péter) |                                     | —                                   |                                     |                                     |
| 4.      | Máté Miriam               | Shallow (Lady Gaga ft. Bradley Cooper)    | —                                   |                                     | —                                   | —                                   |
| 5.      | László Annamária          | Várlak (Kovács Kati)                      |                                     | —                                   | —                                   | —                                   |
| 6.      | Opera Trio                | The Prayer (Andrea Bocelli, Céline Dion)  | —                                   | —                                   |                                     | —                                   |
| 7.      | Pásztor-Vancsó Viktor     | Kislány a zongoránál (Koós János)         | —                                   | —                                   | —                                   | —                                   |
| 8.      | Tamási Laura              | Fly me to the moon (Frank Sinatra)        | —                                   | —                                   |                                     | —                                   |
| 9.      | Fülöp Denisa              | Four moods (Azahriah)                     | —                                   | —                                   | —                                   |                                     |
| 10.     | Dell'Amico Romeo Alberico | In Ginocchio Da Te (Gianni Morandi)       | —                                   | —                                   | —                                   | —                                   |
| 11.     | Stepa Erika               | Love In The Dark (Adele)                  | —                                   | —                                   |                                     | —                                   |
| 12.     | Virág Timóteus            | Homok a szélben (Korál)                   | —                                   |                                     |                                     |                                     |

#### Hatodik válogató (október 7.)
| Sorrend | Versenyző          | Előadott dal                                    | A coachok és a versenyző választása | A coachok és a versenyző választása | A coachok és a versenyző választása | A coachok és a versenyző választása |
| Sorrend | Versenyző          | Előadott dal                                    | Miklósa Erika                       | Manuel                              | Trokán Nóra                         | Curtis                              |
| ------- | ------------------ | ----------------------------------------------- | ----------------------------------- | ----------------------------------- | ----------------------------------- | ----------------------------------- |
| 1.      | Valensky Miriam    | House of the Rising Sun (The Animals)           |                                     |                                     |                                     |                                     |
| 2.      | Rácz Gyula         | Lélekdonor (Caramel)                            | —                                   | —                                   |                                     | —                                   |
| 3.      | Ulyanna Donetskaya | I Put a Spell on You (Screaming Jay Hawkins)    | —                                   | —                                   |                                     | —                                   |
| 4.      | Horváth Balázs     | Ne nézzen úgy rám (Kalmár Pál)                  | —                                   | —                                   | —                                   |                                     |
| 5.      | Budai Krisztofer   | Nagy utazás (Presser Gábor)                     |                                     |                                     |                                     |                                     |
| 6.      | Horváth Ibolya     | Sorskerék (Tóth Vera)                           |                                     | —                                   |                                     | —                                   |
| 7.      | Galla Miklós       | Nálam jobban nem szerethet senki (Bakacsi Béla) | —                                   | —                                   |                                     | —                                   |
| 8.      | Orgován Dorina     | Egyszer (Rúzsa Magdi)                           |                                     |                                     |                                     |                                     |
| 9.      | Lakatos Norbert    | Kockanadrág (Saját dal)                         |                                     | —                                   |                                     | —                                   |
| 10.     | Horváth Imre       | A csönd éve (Balázs Fecó, Keresztes Ildikó)     |                                     |                                     |                                     |                                     |
| 11.     | Klajbán Arlett     | Killing Me Softly With His Song (Roberta Flack) |                                     |                                     |                                     |                                     |
| 12.     | Sárdy Tiffany      | If I Ain’t Got You (Alicia Keys)                |                                     | —                                   |                                     |                                     |
| 13.     | Berki Artúr        | Lehetne újra február (Curtis)                   |                                     |                                     |                                     |                                     |

### Párbajkörök
A párbajkörök forgatása 2023. július 25-én kezdődött. A párbaj körökhöz érve mindegyik coachnak megvolt a maga csapata. Viszont a kiütéses fordulóba csak kilenc fővel mehetett egy-egy zsűritag és ezért volt szükség a párbajra. A coach maga osztotta párba a versenyzőit és saját maga döntött arról, mi legyen a párbajdal. A párbaj után a coach maga döntötte el, hogy kit juttat tovább a kiütéses fordulóba, azonban minden coach a székén lévő gomb megnyomásával egy alkalommal megmenthette a vesztes versenyzőjét, míg egy alkalommal elrabolhatta egy másik coach vesztes versenyzőjét.
A coachok csapata és segítői:
A versenyzők próbáin a coachok is részt vettek, és mindenkinek volt egy segítője is.
| Coach         | Segítő       | Versenyzők    | Versenyzők    | Versenyzők    | Versenyzők     | Versenyzők                  | Versenyzők      | Versenyzők            | Versenyzők          | Versenyzők     | Versenyzők   | Versenyzők   | Versenyzők       | Versenyzők         | Versenyzők       |
| ------------- | ------------ | ------------- | ------------- | ------------- | -------------- | --------------------------- | --------------- | --------------------- | ------------------- | -------------- | ------------ | ------------ | ---------------- | ------------------ | ---------------- |
| Miklósa Erika | Gáspár Laci  | Homoki Gábor  | Beck András   | Szabó Bence   | Kovács Aliz    | Teran Villarel Máté Antónió | Deffent Györgyi | Lakatos Anita         | Szakács Erika       | Duró Nilla     | Bagi Zoltán  | Palócz Gergő | László Annamária | Horváth Ibolya     | Orgován Dorina   |
| Manuel        | Ekhoe        | Deák Rebeka   | Kovács Harmat | Haga Jázmin   | Toldi Sándor   | Lakner Roberta              | Sándor Aurél    | Balogh Benjámin       | Sztojcsev Noémi     | Szappanos Kata | Nagy Gréta   | Máté Miriam  | Valensky Miriam  | Klajbán Arlett     | Berki Artúr      |
| Trokán Nóra   | Puskás Péter | Kalocsa Lilla | Fóris Szonja  | Doan Viktória | Eszes Nina     | Galambos Péter              | Jolis Carmen    | Salva Megan Priscilla | Rónaszéki Sebestyén | Opera Trio     | Tamási Laura | Stepa Erika  | Rácz Gyula       | Ulyanna Donetskaya | Budai Krisztofer |
| Curtis        | Herceg Erika | Dani János    | Jaber Gábor   | Bakti Ádám    | Mata Krisztián | Cinzia Conso                | Szekér Gergő    | Nagy Nóra             | Fehér Richárd       | Szabó Roland   | Váradi Olasz | Fülöp Denisa | Virág Timóteus   | Horváth Balázs     | Horváth Imre     |

Jelmagyarázat
     – A versenyző továbbjutott a párbajról.

     – Vesztett a párbajon, de megmentette a saját coacha.

     – Egy coachnak a vesztes versenyzőjét megmentett egy másik coach.

#### Első párbaj (október 8.)
| Sorrend | Coach         | Versenyző       | Versenyző        | Előadott dal                                |
| ------- | ------------- | --------------- | ---------------- | ------------------------------------------- |
| 1.      | Miklósa Erika | Deffent Györgyi | Beck András      | Just Give Me A Reason (P!nk ft. Nate Ruess) |
| 2.      | Manuel        | Balogh Benjámin | Haga Jázmin      | Changes (2pac)                              |
| 3.      | Curtis        | Szekér Gergő    | Virág Timóteus   | Megmentő (Azahriah)                         |
| 4.      | Trokán Nóra   | Fóris Szonja    | Doan Viktória    | Signed Sealed Delivered (Stevie Wonder)     |
| 5.      | Manuel        | Deák Rebeka     | Lakner Roberta   | Félember (saját dal)                        |
| 6.      | Miklósa Erika | Orgován Dorina  | Bagi Zoltán      | Híd a folyót (TNT ft. Szekeres Adrien)      |
| 7.      | Curtis        | Bakti Ádám      | Jaber Gábor      | Stars (saját dal)                           |
| 8.      | Trokán Nóra   | Tamási Laura    | Budai Krisztofer | Bájoló (Suhancos)                           |
| 9.      | Miklósa Erika | Horváth Ibolya  | Szabó Bence      | Hallelujah (Leonard Cohen)                  |

#### Második párbaj (október 14.)
| Sorrend | Coach         | Versenyző        | Versenyző           | Előadott dal                                  |
| ------- | ------------- | ---------------- | ------------------- | --------------------------------------------- |
| 1.      | Manuel        | Kovács Harmat    | Szappanos Kata      | Drivers License (Olivia Rodrigo)              |
| 2.      | Trokán Nóra   | Stepa Erika      | Rácz Gyula          | As (George Michael, Mary J Blige)             |
| 3.      | Curtis        | Horváth Imre     | Szabó Roland        | Ain't no sunshine (Bill Withers)              |
| 4.      | Manuel        | Valensky Miriam  | Máté Miriam         | Love on top (Beyoncé)                         |
| 5.      | Trokán Nóra   | Jolis Carmen     | Opera Trio          | Sound of Silence (Simon and Garfunkel)        |
| 6.      | Curtis        | Nagy Nóra        | Cinzia Conso        | Dangerous Woman (Ariana Grande)               |
| 7.      | Trokán Nóra   | Eszes Nina       | Rónaszéki Sebestyén | It's my life (Bon Jovi)                       |
| 8.      | Curtis        | Dani János       | Horváth Balázs      | Meggyfa (Horváth Tamás)                       |
| 9.      | Miklósa Erika | László Annamária | Palócz Gergő        | Let's Do It, Let's Fall in Love (Cole Porter) |

#### Harmadik párbaj (október 15.)
| Sorrend | Coach         | Versenyző          | Versenyző                   | Előadott dal                                          |
| ------- | ------------- | ------------------ | --------------------------- | ----------------------------------------------------- |
| 1.      | Miklósa Erika | Duró Nilla         | Homoki Gábor                | The Lady is a tramp (Mitzi Green)                     |
| 2.      | Trokán Nóra   | Kalocsa Lilla      | Galambos Péter              | Shape of My Heart / Lucid Dreams (Sting / Juice WRLD) |
| 3.      | Miklósa Erika | Kovács Aliz        | Teran Villarel Máté Antónió | Szólj rám, ha hangosan énekelek (Kovács Kati)         |
| 4.      | Manuel        | Nagy Gréta         | Toldi Sándor                | Jealous (Labrinth)                                    |
| 5.      | Curtis        | Fülöp Denisa       | Mata Krisztián              | Hol van az a lány (Fekete vonat)                      |
| 6.      | Manuel        | Sándor Aurél       | Klajbán Arlett              | Lovely (Billie Eilish, Khalid)                        |
| 7.      | Miklósa Erika | Lakatos Anita      | Szakács Erika               | Always Remember Us This Way (Lady Gaga)               |
| 8.      | Curtis        | Váradi Olasz       | Fehér Richárd               | Hull az elsárgult level (Máté Péter)                  |
| 9.      | Trokán Nóra   | Ulyanna Donetskaya | Salva Megan Priscilla       | Use Somebody (Kings Of Leon)                          |
| 10.     | Manuel        | Sztojcsev Noémi    | Berki Artúr                 | Feeling Good (Nina Simone)                            |

### Kiütések

#### Jelmagyarázat
– A versenyző továbbjutott a kiütésről

#### Első kiütés (október 21.)
| Sorrend               | Versenyző       | Előadott dal                                  | Coach döntése       | Székeken helyet foglaló versenyzők | Székeken helyet foglaló versenyzők | Székeken helyet foglaló versenyzők |
| Sorrend               | Versenyző       | Előadott dal                                  | Coach döntése       | 1. szék                            | 2. szék                            | 3. szék                            |
| Manuel csapata        | Manuel csapata  | Manuel csapata                                | Manuel csapata      | Manuel csapata                     | Manuel csapata                     | Manuel csapata                     |
| --------------------- | --------------- | --------------------------------------------- | ------------------- | ---------------------------------- | ---------------------------------- | ---------------------------------- |
| 1.                    | Kovács Harmat   | When I Was Your Man (Bruno Mars)              | Szék → Továbbjutott | Kovács Harmat                      | üres                               | üres                               |
| 2.                    | Jaber Gábor     | Hideg a szívem (saját dal)                    | Szék → Kiesett      | Kovács Harmat                      | Jaber Gábor                        | üres                               |
| 3.                    | Sándor Aurél    | Cooler Than Me (Mike Posner)                  | Szék → Kiesett      | Kovács Harmat                      | Jaber Gábor                        | Sándor Aurél                       |
| 4.                    | Nagy Gréta      | Lose You To Love Me (Selena Gomez)            | Kiesett             | Kovács Harmat                      | Jaber Gábor                        | Sándor Aurél                       |
| 5.                    | Szappanos Kata  | Call Out My Name (The Weeknd)                 | Kiesett             | Kovács Harmat                      | Jaber Gábor                        | Sándor Aurél                       |
| 6.                    | Lakner Roberta  | Nyílik (saját dal)                            | Szék → Kiesett      | Kovács Harmat                      | Jaber Gábor                        | Lakner Roberta                     |
| 7.                    | Haga Jázmin     | Sprinter (Central Cee x Dave)                 | Szék → Továbbjutott | Haga Jázmin                        | Kovács Harmat                      | Jaber Gábor                        |
| 8.                    | Valensky Miriam | I Wanna Dance With Somebody (Whitney Houston) | Szék → Kiesett      | Haga Jázmin                        | Kovács Harmat                      | Valensky Miriam                    |
| 9.                    | Berki Artúr     | Érints meg (Balázs Fecó)                      | Szék → Továbbjutott | Haga Jázmin                        | Kovács Harmat                      | Berki Artúr                        |
| Miklósa Erika csapata |                 |                                               |                     |                                    |                                    |                                    |
| 1.                    | Klajbán Arlett  | Mámor (ZÓRA)                                  | Szék → Kiesett      | Klajbán Arlett                     | üres                               | üres                               |
| 2.                    | Deffent Györgyi | Proud Mary (Tina Turner)                      | Szék → Kiesett      | Klajbán Arlett                     | Deffent Györgyi                    | üres                               |
| 3.                    | Palócz Gergő    | Angels (Robbie Williams)                      | Szék → Kiesett      | Klajbán Arlett                     | Deffent Györgyi                    | Palócz Gergő                       |
| 4.                    | Orgován Dorina  | Gondolsz-e rám (Somló Tamás)                  | Kiesett             | Klajbán Arlett                     | Deffent Györgyi                    | Palócz Gergő                       |
| 5.                    | Beck András     | Rebel Yell (Billy Idol)                       | Szék → Kiesett      | Beck András                        | Klajbán Arlett                     | Deffent Györgyi                    |
| 6.                    | Homoki Gábor    | Szerelem még több kell (Balázs Fecó)          | Szék → Továbbjutott | Homoki Gábor                       | Beck András                        | Klajbán Arlett                     |
| 7.                    | Szabó Bence     | Vágyom egy nő után (Simándy József)           | Szék → Kiesett      | Homoki Gábor                       | Szabó Bence                        | Beck András                        |
| 8.                    | Kovács Aliz     | Hit ‘Em Up Style (Oops!) (Blu Cantrell)       | Szék → Továbbjutott | Kovács Aliz                        | Homoki Gábor                       | Szabó Bence                        |
| 9.                    | Szakács Erika   | It's a Man's Man's Man's World (James Brown)  | Szék → Továbbjutott | Kovács Aliz                        | Homoki Gábor                       | Szakács Erika                      |

#### Második kiütés (október 22.)
| Sorrend             | Versenyző             | Előadott dal                                      | Coach döntése       | Székeken helyet foglaló versenyzők | Székeken helyet foglaló versenyzők | Székeken helyet foglaló versenyzők |
| Sorrend             | Versenyző             | Előadott dal                                      | Coach döntése       | 1. szék                            | 2. szék                            | 3. szék                            |
| Trokán Nóra csapata | Trokán Nóra csapata   | Trokán Nóra csapata                               | Trokán Nóra csapata | Trokán Nóra csapata                | Trokán Nóra csapata                | Trokán Nóra csapata                |
| ------------------- | --------------------- | ------------------------------------------------- | ------------------- | ---------------------------------- | ---------------------------------- | ---------------------------------- |
| 1.                  | Jolis Carmen          | Ha megtehetnéd (Budapest Bár feat. Lovasi András) | Szék → Kiesett      | üres                               | Jolis Carmen                       | üres                               |
| 2.                  | Budai Krisztofer      | Ha én rózsa volnék (Koncz Zsuzsa)                 | Szék → Kiesett      | üres                               | Budai Krisztofer                   | Jolis Carmen                       |
| 3.                  | Eszes Nina            | Moon River (Audrey Hepburn)                       | Kiesett             | üres                               | Budai Krisztofer                   | Jolis Carmen                       |
| 4.                  | Horváth Ibolya        | Szerdán tavasz lesz (Cserháti Zsuzsa)             | Kiesett             | üres                               | Budai Krisztofer                   | Jolis Carmen                       |
| 5.                  | Salva Megan Priscilla | California King Bed (Rihanna)                     | Kiesett             | üres                               | Budai Krisztofer                   | Jolis Carmen                       |
| 6.                  | Stepa Erika           | Játssz még (Kovács Kati és Zorán)                 | Szék → Kiesett      | üres                               | Budai Krisztofer                   | Stepa Erika                        |
| 7.                  | Fóris Szonja          | Queen (Jessie J)                                  | Szék → Továbbjutott | üres                               | Fóris Szonja                       | Budai Krisztofer                   |
| 8.                  | Kalocsa Lilla         | California Dreamin’ (The Mamas & The Papas)       | Szék → Továbbjutott | Kalocsa Lilla                      | Fóris Szonja                       | Budai Krisztofer                   |
| 9.                  | Galambos Péter        | All I Want (Kodaline)                             | Szék → Továbbjutott | Galambos Péter                     | Kalocsa Lilla                      | Fóris Szonja                       |
| Curtis csapata      |                       |                                                   |                     |                                    |                                    |                                    |
| 1.                  | Váradi Olasz          | Nem történt semmi (Váradi Roma Café)              | Szék → Kiesett      | Váradi Olasz                       | üres                               | üres                               |
| 2.                  | Szekér Gergő          | Everytime (Britney Spears)                        | Szék → Kiesett      | Váradi Olasz                       | Szekér Gergő                       | üres                               |
| 3.                  | Horváth Imre          | Crazy (Gnarls Barkley)                            | Szék → Kiesett      | Váradi Olasz                       | Horváth Imre                       | Szekér Gergő                       |
| 4.                  | Cinzia Conso          | Stop (Sam Brown)                                  | Szék → Továbbjutott | Cinzia Conso                       | Váradi Olasz                       | Horváth Imre                       |
| 5.                  | Rácz Gyula            | Féltelek (BariLaci)                               | Kiesett             | Cinzia Conso                       | Váradi Olasz                       | Horváth Imre                       |
| 6.                  | Fülöp Denisa          | One Night Only (Jennifer Hudson)                  | Kiesett             | Cinzia Conso                       | Váradi Olasz                       | Horváth Imre                       |
| 7.                  | Dani János            | Az légy aki vagy (Charlie)                        | Szék → Kiesett      | Cinzia Conso                       | Váradi Olasz                       | Dani János                         |
| 8.                  | Bakti Ádám            | Irigyeknek (saját dal)                            | Szék → Továbbjutott | Bakti Ádám                         | Cinzia Conso                       | Váradi Olasz                       |
| 9.                  | Virág Timóteus        | Belehalok (Majka, Curtis, BLR)                    | Szék → Továbbjutott | Virág Timóteus                     | Bakti Ádám                         | Cinzia Conso                       |

#### A továbbjutók
– Győztes
     – Második helyezett
     – Harmadik helyezett
| Coach         | Versenyzők     | Versenyzők     | Versenyzők    |
| ------------- | -------------- | -------------- | ------------- |
| Miklósa Erika | Kovács Alíz    | Szakács Erika  | Homoki Gábor  |
| Manuel        | Kovács Harmat  | Berki Artúr    | Haga Jázmin   |
| Trokán Nóra   | Fóris Szonja   | Galambos Péter | Kalocsa Lilla |
| Curtis        | Virág Timóteus | Bakti          | Cinzia Conso  |

## Élő műsorok
Az első élő show 2023. október 28-án került képernyőre. Az élő show-k alatt kizárólag a nézők dönthetnek, hogy ki jusson tovább, a coachok csak a véleményüket mondják majd el a produkciókról. Az első élő adásban két körös szavazás volt. Az első szavazás lezárását követően a beérkezett szavazatok összesítése alapján kialakult sorrend alapján, minden coach csapatából továbbjutott 1-1 versenyző. A második szavazásban, melynek elindításakor lenullázták az első körös szavazatokat, legtöbb szavazatot kapott 4 versenyző (ebben a szavazásban függetlenül attól, hogy melyik coach csapatában van) továbbjutott. Így az első adás végén 8 versenyző juthatott be a második élő show-ba.  A második élő adásban az előző élő adással ellentétben csak egykörös szavazás volt és az adás végén csak 6 versenyző jutott tovább függetlenül attól, melyik coach csapatában van. A harmadik élő show-ban az első körben a nézők szavaztak és aki a legkevesebb szavazatot kapta, azonnal kiesett, az első kör eredményhirdetése után pedig a szavazatokat lenullázták. A többi öt versenyző még egy produkcióval színpadra állt a második körben, ahol a két legkevesebb szavazattal rendelkező versenyző számára véget ért a verseny, így három versenyző jutott a döntőbe.
A döntőben két körben lehetett szavazni: az első körben mindenki három produkciót adott elő, majd az etap lezárása után fény derült a harmadik helyezett személyére. Ezután a szavazatokat lenullázták és a második körben döntöttek a nézők a győztes személyéről. A második évadban három módon lehetett szavazni: a vadonatúj RTL.hu mobilapplikáción, a szavazas.rtl.hu oldalon és SMS-ben. A döntőben SMS-ben korlátlan mennyiségben lehetett szavazni.

### Összesített eredmények
Jelmagyarázat
| – | Miklósa Erika csapata                                  |
| – | Manuel csapata                                         |
| – | Trokán Nóra csapata                                    |
| – | Curtis csapata                                         |
| – | A versenyző az első körös szavazás után továbbjutott   |
| – | A versenyző a második körös szavazás után továbbjutott |
| – | A versenyző kiesett a nézői szavazatok alapján         |

| #       | Versenyző          | 1. hét (október 28.)          | 2. hét (november 4.)                | 3. hét Elődöntő (november 11.)    | 3. hét Elődöntő (november 11.)    | 4. hét Döntő (november 18.)       | 4. hét Döntő (november 18.)       |
| #       | Versenyző          | 1. hét (október 28.)          | 2. hét (november 4.)                | Első kör                          | Második kör                       | Első kör                          | Második kör                       |
| ------- | ------------------ | ----------------------------- | ----------------------------------- | --------------------------------- | --------------------------------- | --------------------------------- | --------------------------------- |
| 1.      | Szakács Erika      | 5-8. Nézői szavazatok         | 1-6. Nézői szavazatok               | 1-5. Nézői szavazatok             | 1-3. Nézői szavazatok             | 1-2. Nézői szavazatok             | Győztes                           |
| 2.      | Kovács Aliz        | 1-4. Nézői szavazatok         | 1-6. Nézői szavazatok               | 1-5. Nézői szavazatok             | 1-3. Nézői szavazatok             | 1-2. Nézői szavazatok             | 2. helyezett                      |
| 3.      | Kovács Harmat      | 1-4. Nézői szavazatok         | 1-6. Nézői szavazatok               | 1-5. Nézői szavazatok             | 1-3. Nézői szavazatok             | 3. helyezett                      | 3. helyezett                      |
| 4.      | Fóris Szonja       | 1-4. Nézői szavazatok         | 1-6. Nézői szavazatok               | 1-5. Nézői szavazatok             | 4-5. Nézői szavazatok             | 4. helyezett                      | 4. helyezett                      |
| 4.      | Galambos Péter     | 5-8. Nézői szavazatok         | 1-6. Nézői szavazatok               | 1-5. Nézői szavazatok             | 4-5. Nézői szavazatok             | 4. helyezett                      | 4. helyezett                      |
| 6.      | Virág Timóteus     | 1-4. Nézői szavazatok         | 1-6. Nézői szavazatok               | 6. Nézői szavazatok               | Kiesett (3. hét) Nézői szavazatok | Kiesett (3. hét) Nézői szavazatok | Kiesett (3. hét) Nézői szavazatok |
| 7-8.    | Berki Artúr        | 5-8. Nézői szavazatok         | 7-8. Nézői szavazatok               | Kiesett (2. hét) Nézői szavazatok | Kiesett (2. hét) Nézői szavazatok | Kiesett (2. hét) Nézői szavazatok | Kiesett (2. hét) Nézői szavazatok |
| 7-8.    | Kalocsa Lilla Anna | 5-8. Nézői szavazatok         | 7-8. Nézői szavazatok               | Kiesett (2. hét) Nézői szavazatok | Kiesett (2. hét) Nézői szavazatok | Kiesett (2. hét) Nézői szavazatok | Kiesett (2. hét) Nézői szavazatok |
| 9-12.   | Bakti Ádám         | 9-12. Nézői szavazatok        | Kiesett (1. hét) Nézői szavazatok   | Kiesett (1. hét) Nézői szavazatok | Kiesett (1. hét) Nézői szavazatok | Kiesett (1. hét) Nézői szavazatok | Kiesett (1. hét) Nézői szavazatok |
| 9-12.   | Cinzia Conso       | 9-12. Nézői szavazatok        | Kiesett (1. hét) Nézői szavazatok   | Kiesett (1. hét) Nézői szavazatok | Kiesett (1. hét) Nézői szavazatok | Kiesett (1. hét) Nézői szavazatok | Kiesett (1. hét) Nézői szavazatok |
| 9-12.   | Haga Jázmin        | 9-12. Nézői szavazatok        | Kiesett (1. hét) Nézői szavazatok   | Kiesett (1. hét) Nézői szavazatok | Kiesett (1. hét) Nézői szavazatok | Kiesett (1. hét) Nézői szavazatok | Kiesett (1. hét) Nézői szavazatok |
| 9-12.   | Homoki Gábor       | 9-12. Nézői szavazatok        | Kiesett (1. hét) Nézői szavazatok   | Kiesett (1. hét) Nézői szavazatok | Kiesett (1. hét) Nézői szavazatok | Kiesett (1. hét) Nézői szavazatok | Kiesett (1. hét) Nézői szavazatok |
| Kiesett | Kiesett            | Bakti Ádám nézői szavazatok   | Berki Artúr nézői szavazatok        | Virág Timóteus nézői szavazatok   | Fóris Szonja 4. helyezett         | Kovács Harmat 3. helyezett        | Kovács Aliz 2. helyezett          |
| Kiesett | Kiesett            | Cinzia Conso nézői szavazatok | Berki Artúr nézői szavazatok        | Virág Timóteus nézői szavazatok   | Fóris Szonja 4. helyezett         | Kovács Harmat 3. helyezett        | Kovács Aliz 2. helyezett          |
| Kiesett | Kiesett            | Haga Jázmin nézői szavazatok  | Kalocsa Lilla Anna nézői szavazatok | Virág Timóteus nézői szavazatok   | Galambos Péter 4. helyezett       | Kovács Harmat 3. helyezett        | Szakács Erika Győztes             |
| Kiesett | Kiesett            | Homoki Gábor nézői szavazatok | Kalocsa Lilla Anna nézői szavazatok | Virág Timóteus nézői szavazatok   | Galambos Péter 4. helyezett       | Kovács Harmat 3. helyezett        | Szakács Erika Győztes             |

### 1. hét (október 28.)
| Sorrend | Coach         | Versenyző          | Előadott dal                            | Eredmény                   |
| ------- | ------------- | ------------------ | --------------------------------------- | -------------------------- |
| 1.      | Manuel        | Haga Jázmin        | Jump (Kris Kross)                       | Veszélyzóna → Kiesett      |
| 2.      | Curtis        | Cinzia Conso       | Always Remember Us This Way (Lady Gaga) | Veszélyzóna → Kiesett      |
| 3.      | Miklósa Erika | Homoki Gábor       | Sway (Carlos Cruz Batalla)              | Veszélyzóna → Kiesett      |
| 4.      | Trokán Nóra   | Fóris Szonja       | Boldogságtól (Margaret Island)          | Továbbjutott               |
| 5.      | Curtis        | Bakti Ádám         | Ismernek (saját dal)                    | Veszélyzóna → Kiesett      |
| 6.      | Manuel        | Kovács Harmat      | Happier Than Ever (Billie Eilish)       | Továbbjutott               |
| 7.      | Curtis        | Virág Timóteus     | Édes kisfiam (Cserháti Zsuzsa)          | Továbbjutott               |
| 8.      | Miklósa Erika | Kovács Aliz        | Get Busy (Sean Paul)                    | Továbbjutott               |
| 9.      | Trokán Nóra   | Galambos Péter     | I'm With You (Avril Lavigne)            | Veszélyzóna → Továbbjutott |
| 10.     | Trokán Nóra   | Kalocsa Lilla Anna | 3:20-as blues (Hobo Blues Band)         | Veszélyzóna → Továbbjutott |
| 11.     | Manuel        | Berki Artúr        | Kukásautó (DESH)                        | Veszélyzóna → Továbbjutott |
| 12.     | Miklósa Erika | Szakács Erika      | Cuz I Love You (Lizzo)                  | Veszélyzóna → Továbbjutott |

### 2. hét (november 4.)
| Sorrend | Coach         | Versenyző          | Előadott dal                          | Eredmény     |
| ------- | ------------- | ------------------ | ------------------------------------- | ------------ |
| 1.      | Trokán Nóra   | Galambos Péter     | Ringasd el magad (LGT)                | Továbbjutott |
| 2.      | Manuel        | Berki Artúr        | Maradj velem (Balázs Fecó)            | Kiesett      |
| 3.      | Trokán Nóra   | Fóris Szonja       | What Was I Made For? (Billie Eilish)  | Továbbjutott |
| 4.      | Curtis        | Virág Timóteus     | Álomarcú lány (LGT)                   | Továbbjutott |
| 5.      | Miklósa Erika | Szakács Erika      | Add már, uram, az esőt! (Kovács Kati) | Továbbjutott |
| 6.      | Trokán Nóra   | Kalocsa Lilla Anna | Nothing Else Matters (Metallica)      | Kiesett      |
| 7.      | Manuel        | Kovács Harmat      | Régi Mesék (saját dal)                | Továbbjutott |
| 8.      | Miklósa Erika | Kovács Aliz        | Hello (Katona Klári)                  | Továbbjutott |

### 3. hét – Elődöntő (november 11.)
Az elődöntőben két körben lehetett szavazni. Az első kör lezárása után a legkevesebb közönségszavazatot kapott versenyző kiesett. Ezután a továbbjutók szavazatait lenullázták és ők még egy produkcióval színpadra állnak, majd a két legkevesebb közönségszavazatot kapott versenyző számára véget ért a The Voice. Így a döntőbe három versenyző jutott tovább. 
| Sorrend     | Coach         | Versenyző      | Előadott dal                           | Eredmény     |
| Első kör    | Első kör      | Első kör       | Első kör                               | Első kör     |
| ----------- | ------------- | -------------- | -------------------------------------- | ------------ |
| 1.          | Curtis        | Virág Timóteus | Mindenki valakié (Charlie)             | Kiesett      |
| 2.          | Miklósa Erika | Szakács Erika  | Addicted To You (Avicii)               | Továbbjutott |
| 3.          | Trokán Nóra   | Fóris Szonja   | Sosem vagy egyedül (Gáspár Laci)       | Továbbjutott |
| 4.          | Trokán Nóra   | Galambos Péter | Ott marad (saját dal)                  | Továbbjutott |
| 5.          | Miklósa Erika | Kovács Aliz    | Hymn To Love (Edith Piaf)              | Továbbjutott |
| 6.          | Manuel        | Kovács Harmat  | Vampire (Olivia Rodrigo)               | Továbbjutott |
| Második kör |               |                |                                        |              |
| 7.          | Miklósa Erika | Szakács Erika  | Pók (Carson Coma)                      | Továbbjutott |
| 8.          | Trokán Nóra   | Fóris Szonja   | All For Us (Labrinth, Zendaya)         | 4. helyezett |
| 9.          | Trokán Nóra   | Galambos Péter | Visszajövök (Bagossy Brothers Company) | 4. helyezett |
| 10.         | Manuel        | Kovács Harmat  | Hideg (Ohnody)                         | Továbbjutott |
| 11.         | Miklósa Erika | Kovács Aliz    | YOGA (T. Danny feat. Manuel)           | Továbbjutott |

### 4. hét – Döntő (november 18.)
A The Voice Magyarország második évada történelmet írt, ugyanis a magyar tehetségkutatók történetében először fordult elő, hogy a TOP3-ba kizárólag női versenyzők jutottak be. A döntőben mindhárom versenyző 3-3 produkcióval állt színpadra, majd ezek előadását követően az első kör lezárult és kiderült, hogy a nézői voksok alapján ki lett az évad 3. helyezettje. Ezt követően a szavazatokat lenullázták és a TOP2 versenyzőre elindult a második, mindent eldöntő szavazási etap, ahol a nézők a győztes személyéről dönthettek. SMS-ben korlátlan mennyiségben lehetett szavazni.
- Téma: saját dal (1. kör), duett a versenyző saját coachával (2. kör), válogatón előadott dal (3. kör)

| Sorrend | Coach         | Versenyző     | Előadott dal                                                           | Eredmény     |
| ------- | ------------- | ------------- | ---------------------------------------------------------------------- | ------------ |
| 1.      | Miklósa Erika | Kovács Aliz   | Bánat ül a szíveden (saját dal)                                        | 2. helyezett |
| 4.      | Miklósa Erika | Kovács Aliz   | Tell Him (Barbra Streisand ft. Céline Dion) (duett Miklósa Erikával)   | 2. helyezett |
| 7.      | Miklósa Erika | Kovács Aliz   | Language (Tori Kelly)                                                  | 2. helyezett |
| 2.      | Manuel        | Kovács Harmat | OK (saját dal)                                                         | 3. helyezett |
| 5.      | Manuel        | Kovács Harmat | Toxic (Manuel ft. Azahriah) (duett Manuellel)                          | 3. helyezett |
| 8.      | Manuel        | Kovács Harmat | No Time To Die (Billie Eilish)                                         | 3. helyezett |
| 3.      | Miklósa Erika | Szakács Erika | Várni Rád (saját dal)                                                  | Győztes      |
| 6.      | Miklósa Erika | Szakács Erika | The Prayer (Carole Bayer Sager, David Foster) (duett Miklósa Erikával) | Győztes      |
| 9.      | Miklósa Erika | Szakács Erika | Creep (Radiohead)                                                      | Győztes      |

A nézői szavazatok alapján a második évad győztese Szakács Erika lett.

## Nézettség
Jelmagyarázat
     – A The Voice legmagasabb nézettsége
     – A The Voice legalacsonyabb nézettsége
| Adás                          | Sugárzás             | Idősáv         | RTL                  | RTL                  | RTL                  | RTL                 | RTL                 | RTL                 | Forrás |
| Adás                          | Sugárzás             | Idősáv         | Teljes lakosság (4+) | Teljes lakosság (4+) | Teljes lakosság (4+) | Célközönség (18–59) | Célközönség (18–59) | Célközönség (18–59) | Forrás |
| Adás                          | Sugárzás             | Idősáv         | AMR                  | Arány (SHR%)         | Heti helyezés        | AMR                 | Arány (SHR%)        | Heti helyezés       | Forrás |
| ----------------------------- | -------------------- | -------------- | -------------------- | -------------------- | -------------------- | ------------------- | ------------------- | ------------------- | ------ |
| Válogató – 1. rész            | 2023. szeptember 2.  | szombat 20:00  | 560 139              | 15,3                 | 6.                   | 321 118             | 18,7                | 2.                  | [ 9 ]  |
| Válogató – 2. rész            | 2023. szeptember 9.  | szombat 20:00  | 510 878              | 14                   | 8.                   | 284 626             | 16,1                | 5.                  | [ 10 ] |
| Válogató – 3. rész            | 2023. szeptember 16. | szombat 20:00  | 487 787              | 13,3                 | 8.                   | 271 955             | 15,4                | 4.                  | [ 11 ] |
| Válogató – 4. rész            | 2023. szeptember 23. | szombat 20:00  | 574 262              | 14,9                 | 6.                   | 328 515             | 16,3                | 2.                  | [ 12 ] |
| Válogató – 5. rész            | 2023. szeptember 30. | szombat 20:00  | 506 639              | 13,6                 | 7.                   | 288 415             | 15,4                | 3.                  | [ 13 ] |
| Válogató – 6. rész            | 2023. október 7.     | szombat 20:00  | 563 557              | 14,6                 | 8.                   | 324 886             | 16,6                | 4.                  | [ 14 ] |
| Párbaj - 1. rész              | 2023. október 8.     | vasárnap 19:00 | 555 743              | 12,6                 | 9.                   | 316 141             | 13,8                | 5.                  | [ 14 ] |
| Párbaj - 2. rész              | 2023. október 14.    | szombat 20:00  | 353 322              | 9,1                  | 15.                  | 198 155             | 10,3                | 13.                 | [ 15 ] |
| Párbaj - 3. rész              | 2023. október 15.    | vasárnap 19:00 | 427 708              | 10,2                 | 13.                  | 232 928             | 10,8                | 11.                 | [ 15 ] |
| Kiütés - 1. rész              | 2023. október 21.    | szombat 20:00  | 444 931              | 11,9                 | 12.                  | 268 767             | 13,9                | 8.                  | [ 16 ] |
| Kiütés - 2. rész              | 2023. október 22.    | vasárnap 19:00 | 427 045              | 10,2                 | 14.                  | 218 114             | 13,4                | 12.                 | [ 16 ] |
| Élő show - 1. rész            | 2023. október 28.    | szombat 19:30  | 424 701              | 11,4                 | 12.                  | 254 684             | 13,1                | 10.                 | [ 17 ] |
| Élő show - 2. rész            | 2023. november 4.    | szombat 19:30  | 391 252              | 9,9                  | 14.                  | 237 468             | 11,7                | 12.                 | [ 18 ] |
| Élő show - 3. rész (Elődöntő) | 2023. november 11.   | szombat 19:30  | 373 665              | 9,4                  | 15.                  | 211 804             | 10,2                | 11.                 | [ 19 ] |
| Élő show - 4. rész (Döntő)    | 2023. november 18.   | szombat 20:30  | 335 358              | 9,6                  | 17.                  | 186 525             | 9,8                 | 14.                 | [ 20 ] |